# ۱۶۶۶ (میلادی)
۱۶۶۶ (میلادی) هزار وششصد و شصت و ششمین سال تقویم میلادی است.

## زادگان
- ۲۶ دسامبر – گورو گوبیند سینگ، شاعر هندی (د. ۱۷۰۸)

## درگذشتگان
- ۲۰ ژانویه - آن اتریش، ملکهٔ فرانسه و مادر و نایب‌السلطنهٔ لوئی چهاردهم
- ۱۵ اوت – یوهان آدام شال فن بل، ستاره‌شناس آلمانی (ز. ۱۵۹۱)
- ۲۶ اوت – فرانس هالس، نقاش هلندی (ز. ۱۵۸۰)